# پینگلای
پینگلای (به لاتین: Penglai, Shandong) یک منطقهٔ مسکونی در جمهوری خلق چین است که در یانتای واقع شده‌است. پینگلای ۱٬۱۲۸٫۵ کیلومترمربع مساحت و ۴۴۷٬۰۰۰ نفر جمعیت دارد.

## خواهرخوانده
شهر سونوما، کالیفرنیا خواهرخواندهٔ پینگلای هست.